# Septem pagi
Pour les articles homonymes, voir Pagi.
Septem pagi (en grec ancien : Ἑπτὰ Πάγοι) était le nom d'un territoire situé près de Rome, sur la rive droite du Tibre, en Étrurie.
Selon la tradition rapportée par Denys d'Halicarnasse et Plutarque, Véies aurait cédé ce territoire à Rome sous le règne de Romulus, suite à une défaite militaire ,.

## Toponyme
Le toponyme septem pagi n'est pas attesté par l'épigraphie. Il ne nous est connu que par deux historiens grecs, : Denys d'Halicarnasse et Plutarque,. Le premier emploie Ἑπτὰ πάγους ; le second, Σεπτεμπάγιον (« Septempagion »).

## Localisation
Les septem pagi étaient situés sur la rive droite du Tibre,, et à proximité du cours du fleuve. Ils consistaient vraisemblablement en une mince bande de territoire, s'étendant du Janicule aux champs salins. Leur localisation exacte n'est pas certaine. Un des septem pagi a été identifié avec la colline Sant'Agata près du Monte Mario,.

## Historicité
L'appartenance à Rome d'une zone sur la rive droite du Tibre depuis une époque reculée est confirmée par l'emplacement du sanctuaire de Dea Dia, au cinquième mile de la via Campana, et par le fait qu'il constituait une des limites du territoire romain primitif.

### Sources littéraires antiques
- [Denys d'Halicarnasse] Denys d'Halicarnasse, Antiquités romaines (BNF 12137510, LCCN n86114118).
- [Plutarque] Plutarque, Vies parallèles : Thésée et Romulus (BNF 15567575, LCCN no2013101924), Romulus.